# Дуба (Чехия)
Дуба (чеш. Dubá, нем. Dauba) — город на севере Чешской Республики, в районе Ческа-Липа Либерецкого края.

## История
Первые письменные упоминания относятся к 1253 году. Дубская усадьба была слишком отдаленной от столицы, поэтому после 1257 года орден крестоносцев с красной звездой продал её роду Роновцев, которые владели ею почти 400 лет. Наиболее важная ветвь рода Роновцев, верховный пражский кастеля́н Гинек Берка из Дуба († 1348). Первым из Берков, который был владельцем Дуба, был Кастелан Частолов из Житавы. С 1276 по 1288 год — Гинек Берка.
В то время уже существовал замок Дуда и церковь св. Петра и Павла и поселок при замке. Археологические раскопки, произведенные при строительстве жилого района у храма, свидетельствуют, что поселение было гораздо старше и существовало с XI века. Недалеко от города в 3 км от Павличек была найдена старославянская погребальная урна пражского типа VII века.
Город был основан около 1300 года, в то же время была построена и вторая церковь св. Екатерины. В 1408 году была построена школа. После битвы на Белой горе в 1620 году последний из Берков отдал город, который стал собственностью Альбрехта Валленштейна.
После его смерти в 1634 году в Хебе поместье с замком стало собственностью его убийцы Ричарда Уолтера Батлера. После его смерти вдова стала регентом Анны Мари из Донина, которая вышла замуж за графа Хейссенштейна. Затем наступил период судебных разбирательств с ирландской семьей Батлеров. Батлеры были здесь до 1723 года. В 1680 году многие жители погибли от чумы, а в 1695 году город уничтожил пожар. Население сначала было чешским, и только в XVII веке сюда пришли немецкие колонисты.
В период с 1723 до 1806 управление над городом взял на себя граф Карл Рудольф Свирст-Шпорк (из семьи Шпорков). Он имел художественные наклонности, и его заслуга в том, что здесь начали строить здания в стиле барокко: храм, церковь, статуи в городе.
В 1744—1760 годах была построена церковь Святого Креста, две старые церкви впоследствии были разорены. Дубский замок также не сохранился, в середине XVI века Адам Берка из Дуба построил недалеко от города замок новый Берштейн.
В 1843 году получил статус города.

## Развитие после 1945 года
В настоящее время город восстановлен после бомбардировки 9 мая 1945 года и последующих сносов. Дуба была частью Судетской области. Конец второй мировой войны привёл к замещению немецкого населения новыми поселенцами. В 1949 году район Дуба был ликвидирован, и после этого город стал всего лишь центральной общиной. Статус города был возвращён Дубе в 1992 году.
В Дубе жила и работала писательница Маркета Райхманн-Белска и профессор МИА Висконти-Поллитцер.

## География
Расположен в юго-западной части Либерецкого края, примерно в 16 км к югу от города Ческа-Липа, на высоте 266 м над уровнем моря.

## Галерея

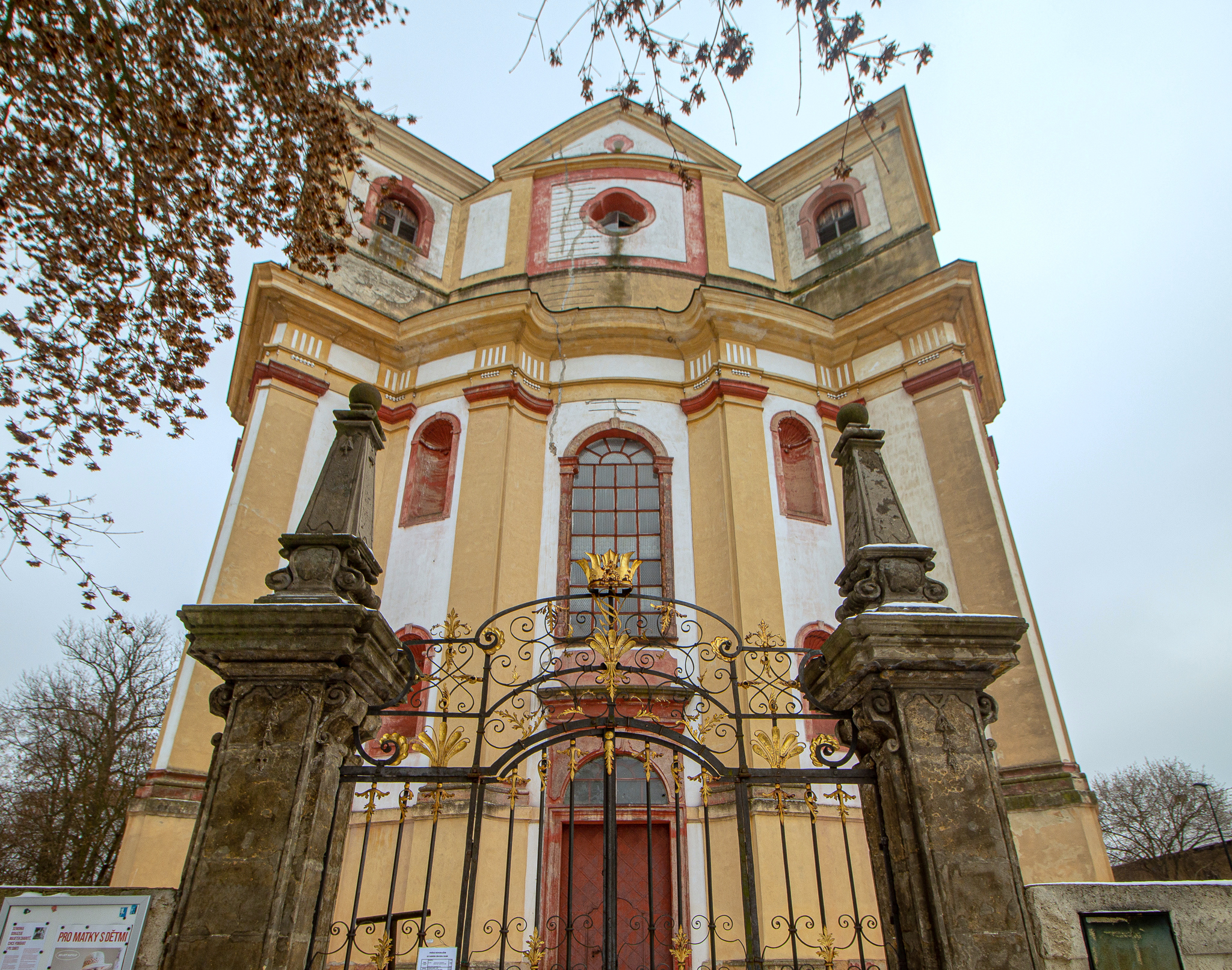
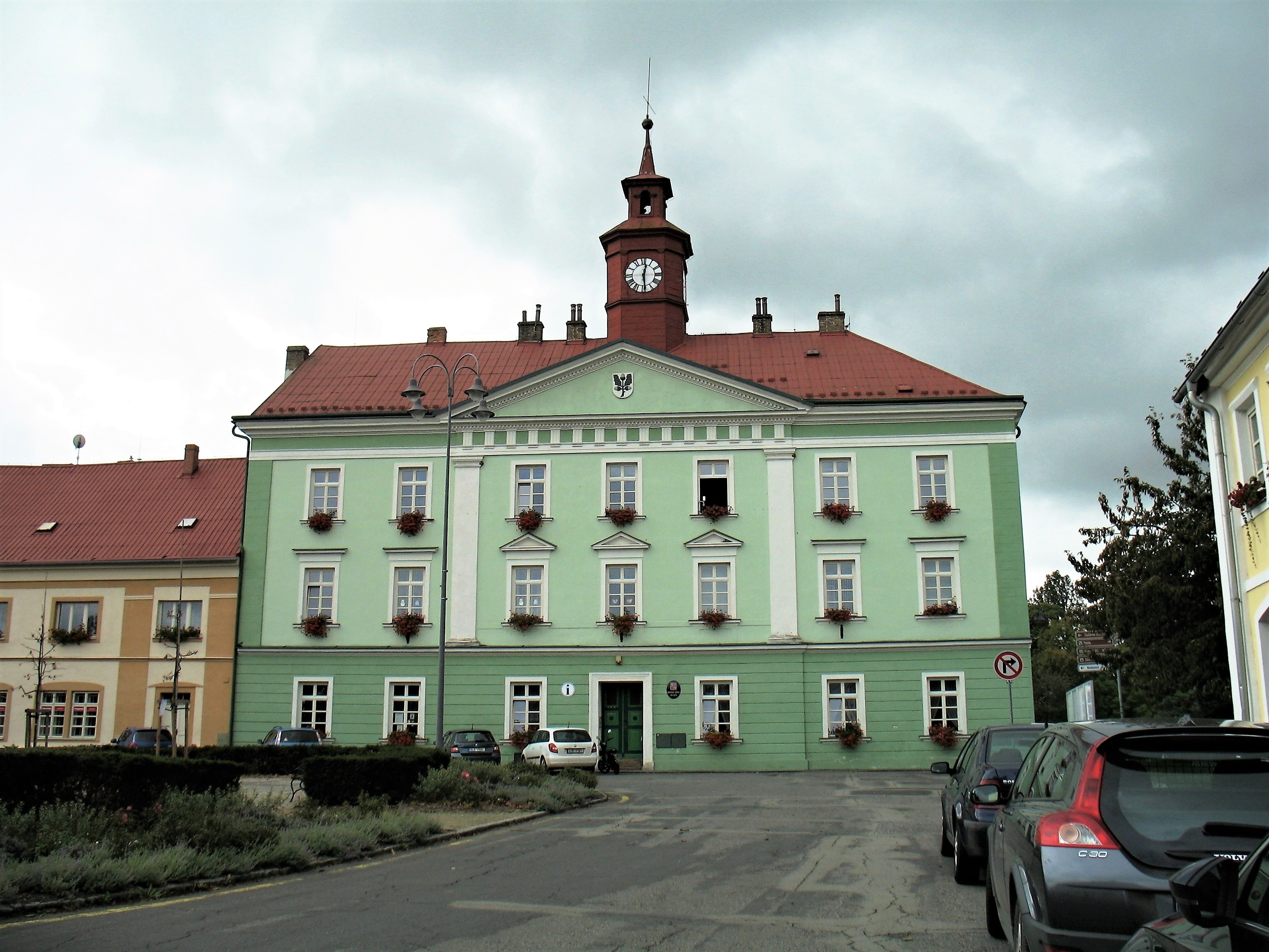
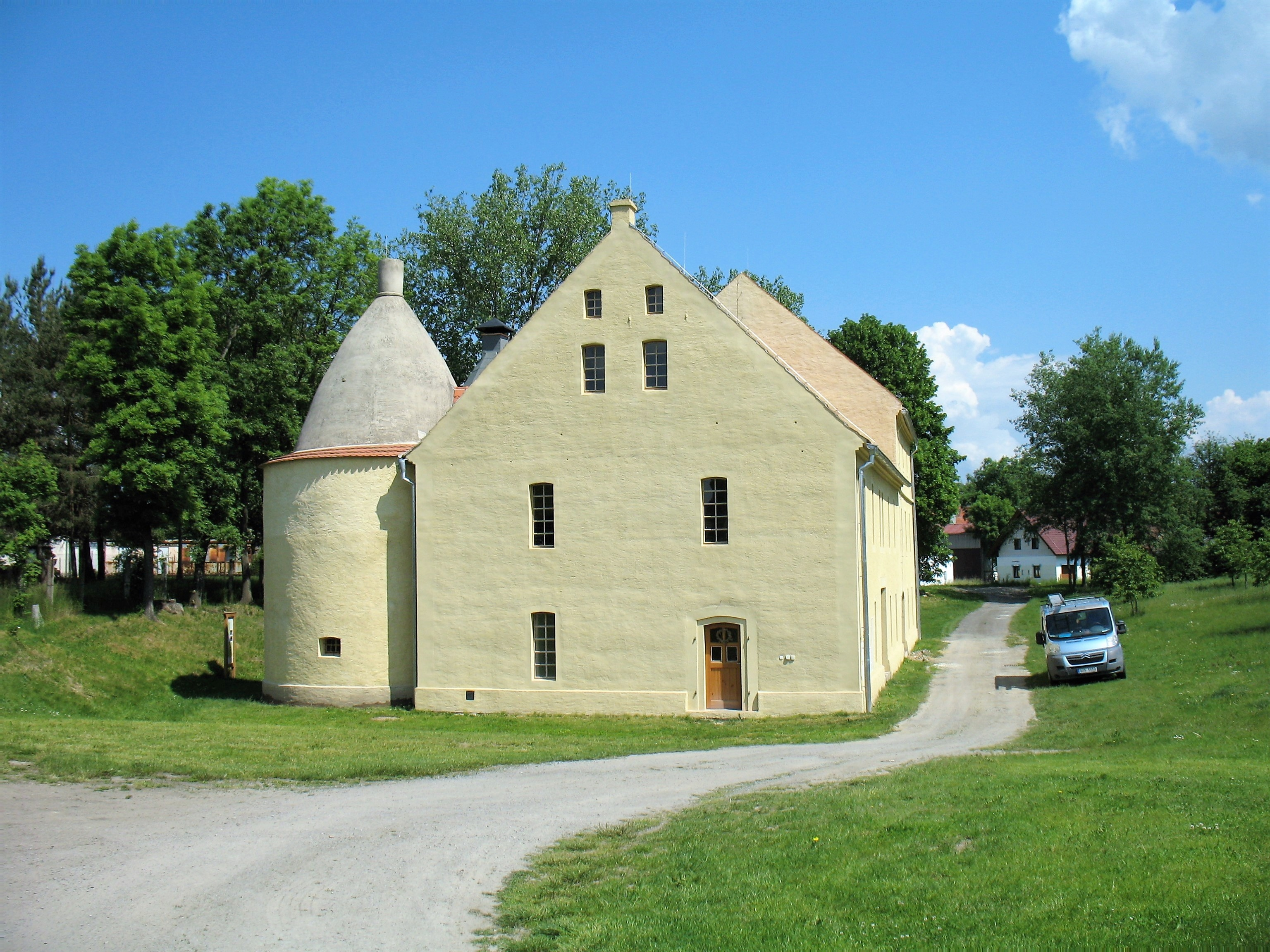
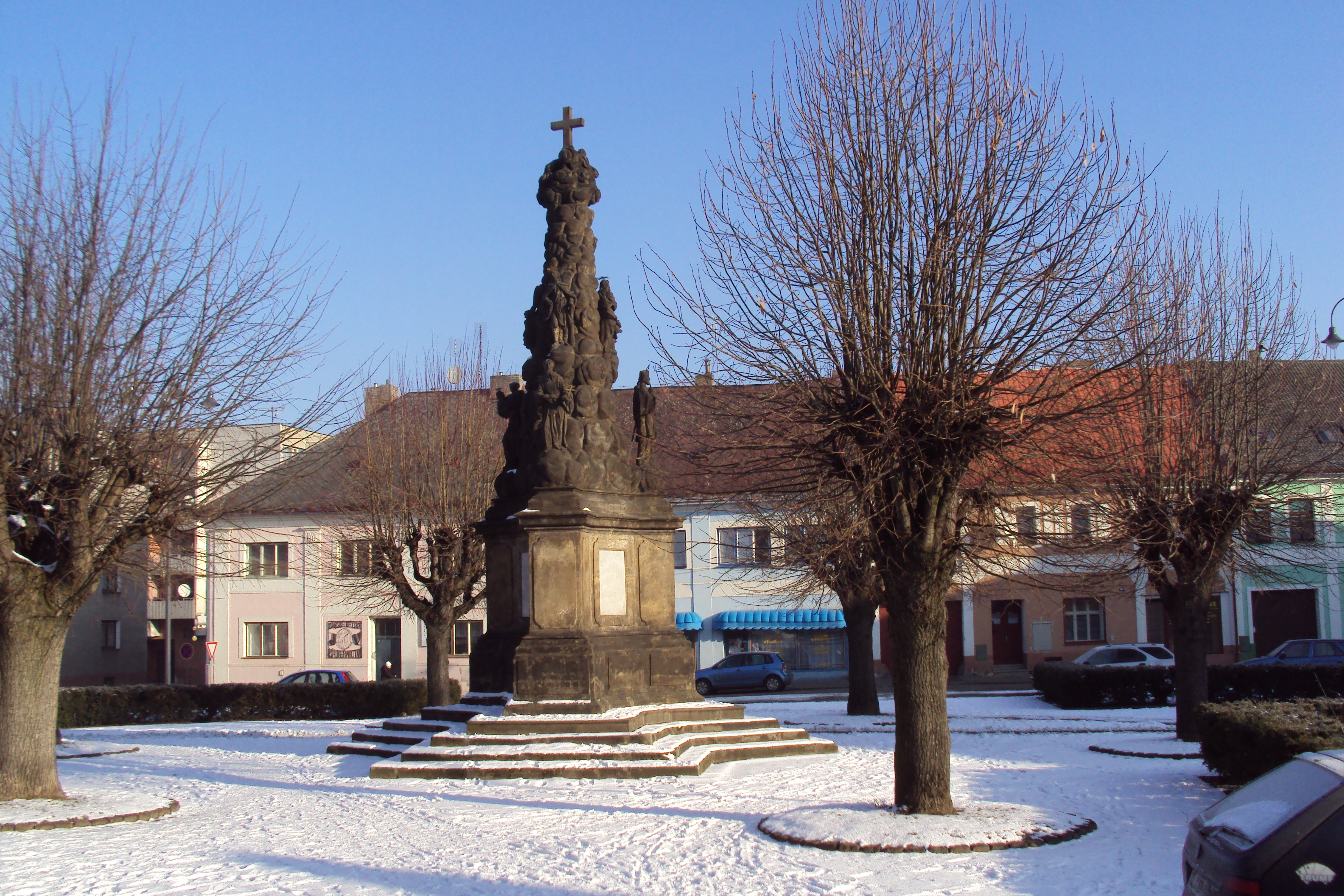

## Население
| Год  | Численность | Численность |
| ---- | ----------- | ----------- |
| 1869 | 4944        | [ 6 ]       |
| 1880 | 5060        | [ 6 ]       |
| 1890 | 4682        | [ 6 ]       |
| 1900 | 4337        | [ 6 ]       |
| 1910 | 3973        | [ 6 ]       |
| 1921 | 3945        | [ 6 ]       |
| 1930 | 3749        | [ 6 ]       |
| 1950 | 2398        | [ 6 ]       |
| 1961 | 2391        | [ 6 ]       |
| 1970 | 2116        | [ 6 ]       |
| 1980 | 1999        | [ 6 ]       |
| 1991 | 1723        | [ 6 ]       |
| 2001 | 1757        | [ 6 ]       |
| 2014 | 1764        | [ 7 ]       |
| 2016 | 1739        | [ 8 ]       |
| 2017 | 1716        | [ 9 ]       |
| 2018 | 1707        | [ 10 ]      |
| 2019 | 1723        | [ 11 ]      |
| 2020 | 1721        | [ 12 ]      |
| 2021 | 1702        | [ 13 ]      |
| 2022 | 1678        | [ 14 ]      |
| 2023 | 1682        | [ 15 ]      |
| 2024 | 1671        | [ 3 ]       |